# Печери Мадагаскару
Список печер Мадагаскару (в дужках вказано протяжність і глибину  печер).
Карстуючі карбонатні породи  юрського,  крейдяного і еоценового віку розвинені в основному вздовж західного берега острова. На хр. Анкарано досліджено близько 100 км печерних ходів. Частина з них обводнена. Найбільші — Амбатохаранана (18100 м), Андрафіабе (12030 м), Амбатоан-жахара (10810 м) і Ансатрабонко (10475 м). 12 печер — протяжністю від 9 до 2 км; найглибші шахти (Толікісі, −160 м) розташовуються на півдні острова. Печери Анкарано відомі популяцією  нільських крокодилів, запливаючих досить далеко в їхні широкі галереї. На півночі та в центрі острова, а також на о-ві Реюньйон (Маскаренські острови) знаходяться невеликі печери в лавових потоках (Шип, 52 м; Роземунд, 40 м).

## Алфавітний список
- Амбатоан-жахара (10810 м)
- Амбатохаранана (18100 м)
- Андрафіабе (12030 м)
- Ансатрабонко (10475 м)
- Толікісі (/- 160 м)
- Шип (печера, Мадагаскар) (52 м)
- Роземунд (40 м).